# Dobre yes!
Dobre yes! – debiutancki album zespołu InoRos, wydany 23 kwietnia 2012 nakładem wytwórni płytowej Lou & Rocked Boys. 
Album zawiera trzynaście własnych kompozycji zespołu, w tym singel „Kiedyś obiecałaś”, do którego nakręcono teledysk przy współpracy z grupą R5 Films. Utwór przez kilka tygodni utrzymywał się w czołówce notowania listy przebojów Radia Zet.

## Lista utworów
Opracowano na podstawie materiału źródłowego.
1. „Kiedyś obiecałaś” – 3:26
2. „Moja kochana” – 3:30
3. „Mamko moja” – 3:21
4. „Ciebie tylko chcę” – 3:22
5. „Nie zrozumiesz tego” – 3:21
6. „Ma miła” – 2:40
7. „Możesz dziś lepszego mieć” – 3:29
8. „Zbójnicki los” – 3:17
9. „Muzykanckie reggae” – 3:40
10. „Kochom śmiało” – 3:01
11. „Nie ja nie ty” – 2:31
12. „Dobrze mi” – 4:08
13. „Będzie zespół” – 4:04